# Ægte kastanje
Ægte kastanje (Castanea sativa) er et stort, løvfældende træ med en tæt og kuplet vækst. Frugterne er spiselige og velsmagende.

## Beskrivelse
Stammen er kort og ofte noget vredet. Barken er først rødbrun eller olivenbrun. Senere bliver den mørkegrå, og til sidst får den revner på langs. Knopperne er spredte, runde, hårløse og brune. De sidder ofte samlet ved skudspidsen på samme måde som hos egetræer. 
Bladene er lancetformede med tandet eller næsten tornet rand. Oversiden er blank og mørkegrøn, mens undersiden er filthåret og meget lys (senere nøgen og mere almindeligt lysegrøn). 
De hanlige blomster er samlet i lange, stærkt lugtende aks ved skudspidsen, mens de hunlige sidder enligt og næsten usynligt ved bladhjørnerne. Frugterne er nødder, der sidder i piggede, kuglerunde hylstre.
Rodnettet er kraftigt med svære, dybtgående hovedrødder og vidtrækkende siderødder. 
Højde x bredde og årlig tilvækst: 20 x 15 m (30 x 20 cm/år). 

## Hjemsted
Træet er udbredt fra Lilleasien og Nordafrika til Centraleuropa. Alle steder vokser ægte kastanje på fugtig og varm bund i samfund med andre løvfældende træarter og enkelte nåletræer. 
I nationalparken "Foreste Casentinesi", der ligger på grænsen mellem Toscana og Emilia-Romagna ca. 50 km østnordøst for Firenze, danner den skov på en undergrund af sandstensbjerge (Appenninerne) sammen med bl.a. akselrøn, avnbøg, bøg, alm. guldregn, hassel, humlebøg, duneg, engriflet hvidtjørn, frynseeg, italiensk løn, kirsebærkornel, mannaask, rød kornel, slåen, storbladet lind, storfrugtet røn, tarmvridrøn og vintereg

## Anvendelse
Frugterne er spiselige og velsmagende.

### Spise sorter
- Belle Epine
- Marigoule
- Marrone di Susa
- Precose des Vans
- Rousse de Nay

| Portal | Portal:Botanik |

## Note
1. ↑  www.parks.it: Parco Nazionale Foreste Casentinesi: La vegetazione della fascia submontana-collinare (italiensk)